# Francesc Nel·lo
Francesc Nel·lo i Ventosa (Tarragona, 2 de julio de 1907-Barcelona, 21 de julio de 1997) fue un humorista gráfico, dibujante, escenógrafo e interiorista español. Publicó regularmente viñetas gráficas de actualidad en varios diarios y revistas de la prensa republicana, fue miembro y secretario del Sindicato de Dibujantes Profesionales de Cataluña, se alistó como teniente voluntario del ejército de la República y, a partir de los años sesenta, ejerció como profesor en la Escuela Massana de Barcelona.

## Biografía
Francesc Nel·lo i Ventosa nació en Tarragona. Fue el cuarto hijo de Francesc Nel·lo i Chacón y de Anna Ventosa i Pina. Su padre, Francesc Nel·lo i Chacón, provenía de una familia de impresores tarraconenses. Estudió derecho en Barcelona, siendo compañero de curso de Lluís Companys y Francesc Layret. De regreso a Tarragona, vendió el negocio familiar y se dedicó a la abogacía y la política. Fue regidor del Ayuntamiento de Tarragona por el movimiento de “La Popular”, vinculado a las iniciativas de Solidaridad Catalana. Su esposa murió en 1919 debido a la epidemia de gripe. 
Francesc Nel·lo i Ventosa, huérfano a los doce años, se trasladó con su familia a Barcelona, a un piso de la rambla de Cataluña. Aun así, continuó yendo a Tarragona de vez en cuando, al cortijo que tenía la familia en la playa de los Barreños. Durante toda su vida mantuvo siempre un fuerte vínculo con la ciudad y frecuentó la familia y los amigos que tenía.
Nel·lo, que en Tarragona se había iniciado en la pintura bajo la maestría de Père Ferran, continuó sus estudios artísticos en la escuela de la Llotja, con el maestro José Mongrell y los profesores Montaner y Labarta. Posteriormente, Nel·lo completó su formación artística. Recorrió talleres de maestros prestigiosos, como el taller de serigrafía de Josep Alumà i Masvidal y el taller de escenografía de Salvador Alarma. En el campo del interiorismo, se formó junto a Jaume Llongueras, con quien más adelante colaboraría profesionalmente durante muchos años.
El 1930 se casó con Marina Germán Martorell, con la que tendría dos hijos: Francesc, nacido en 1931, y Marina, nacida en 1935.

## Humorista gráfico en la prensa republicana
Francesc Nel·lo empezó a publicar de manera regular en la prensa gráfica barcelonesa desde el inicio de la Segunda República. Los primeros dibujos datan de 1931 en periódicos como L'Esquella de la Torratxa y La Humanitat. A partir de este momento, Nel·lo iniciará una extensa y prolífica obra gráfica por otros semanarios de la prensa catalana de la época como La Campana de Gràcia o Papitu, por citar los más relevantes. Esta faceta como dibujante y humorista se verá interrumpida definitivamente al inicio de la Guerra Civil, en 1936, cuando decidió abandonar la redacción de estos medios para entrar a formar parte del ejército republicano.

### La Humanitat
En 1931, Francesc Macià crea el diario La Humanitat con la intención de presentar un modelo periodístico opuesto al del grupo L'Opinió e iniciar así un medio capaz de reagrupar el ideario político de Esquerra Republicana de Catalunya. Nel·lo se incorporó el mismo año de su creación, cuando contaba apenas con veinticuatro años. Publicó de manera regular hasta 1936, cuando estalló la Guerra Civil, momento en que abandonó Barcelona para combatir en el frente. Con una fuerte carga política, el dibujo de Nel·lo en La Humanitat se caracteriza, como la mayoría de sus ilustraciones, por el uso de un trazo ligero y preciso. Realizados la mayoría de ellos —a excepción de algunos collages— mediante tinta diluida con agua, la línea de Nel·lo se sitúa muy próxima a la de otros dibujantes de la época, como Shaun o Bartolí, pero manteniendo en todo momento un estilo muy personal.

### L'Esquella de la Torratxa
Aquel mismo año de 1931 también entró a formar parte de la plantilla de L'Esquella de la Torratxa, semanario satírico que se definía en el momento de su aparición, en 1872, como "Periòdich satírich,  humorístich, ilustrado y literario". Nel·lo coincidió en el semanario con Feliu Elias "Apa" y Avel·lí Artís-Gener. Francesc Nel·lo dibujó para el semanario de forma más o menos regular hasta 1936. La obra gráfica de Nel·lo en la Esquella siguió una trayectoria muy similar a la que presenta en el diario La Humanitat o el semanario La Campana de Gràcia. Durante sus años de colaboración en la Esquella dibujó cerca de 180 viñetas de diferente formato, desde la ilustración y el apoyo del texto hasta portadas, contraportadas o viñetas autónomas. Su carga política se convierte en uno de los disparos más singulares de sus dibujos, dotándolos de una profundo sesgo satírico y humorístico, a menudo cáustico e irreverente; siguiendo la línea que mantenía, como veremos, en la Campana o en Papitu. Igualmente, en 1932 Nel·lo empezó a dibujar para La Campana de Gràcia, junto con Gargallo y Passarell, dando por acabada su tarea en la revista en 1934. En 1936 inició una corta colaboración con el semanario Papitu, incorporándose a la segunda hornada de dibujantes formada, entre otros, por Opisso, Joan Colom "Adam" o Melcior Niubó "Niv-Bueno", dando por acabada así su trayectoria en el mundo de la prensa gráfica política. 

### Análisis de la obra gráfica
En cuanto al estilo de Nel·lo en relación con el panorama gráfico contemporáneo habría que destacar su adscripción al estilo berlinés de Grosz, propia de los dibujantes de la prensa socialista de principios de siglo. Resulta interesando contrastar este estilo con el que mantenía la prensa conservadora, más próxima a la línea clara de tipo cómica, como la del belga Hergé o la del americano Segar. Este tipo de producción fue adaptada en Cataluña por Valentí Castanys y Francesc Fontanals, mientras que Nel·lo y el resto de dibujantes y humoristas gráficos se aproximaban o bien a la figuración subjetivista de Grosz o a la abstracción constructivista rusa de Lisicky o Smolensk. Por otro lado, el formato de sus dibujos se tenía que adaptar al formato prensa, convirtiéndose la mayoría de ellos en dibujos de “apoyo”, ya sea de texto o de crónica periodística. No obstante, también destacamos en el caso de Nel·lo sus portadas y contraportadas en el diario La Humanitat o en los semanarios L'Esquella de la Torratxa o La Campana de Gràcia. Durante los años que comprenden su producción gráfica se puede apreciar la evolución de su trazo, desde la simplificación lineal y la reducción del detalle, hasta el barroquismo o a la profusión de la línea y de la sombra en sus últimos trabajos, convirtiendo su estilo en un alarde de distinción personal. 
El contenido de sus dibujos aparece estrechamente ligado a la reflexión y a la crítica política desde una perspectiva catalanista, laica, republicana y antifascista. La mayoría de sus producciones, tanto en La Campana de Gràcia como en La Humanitat estuvieron ligadas a la distribución de la propaganda de ERC de la que, no obstante, nunca formó parte. 
En su conjunto, la obra de Nel·lo publicada en prensa gráfica entre 1931 y 1936 refleja netamente el panorama político, económico y cultural de la Cataluña de los años de la Segunda República. Nel·lo se sirve de una ilustración de gran eficacia y modernidad gráfica, comprimiendo mensajes, eslóganes y reflexiones personales a sus dibujos. Todo ello se nos muestra como un claro ejemplo de compromiso y lucha social desde el mundo de las artes. Como diario catalizador del pensamiento republicano de su época, La Humanidad exigía desde su dirección una proyección iconográfica eminentemente política. Por eso se distingue en la compilación de su obra gráfica una serie de características distintivas que representan La Humanitat marca política de Francesc Nel·lo, tanto en el diario La Humanitat, como en los que participará posteriormente. Estas características se pueden definir en:
- Republicanismo. Las esperanzas que hizo nacer la república como forma de organización política del estado son sin duda el primero y más importante de los principios que se reflejan en su obra. La república opuesta a la monarquía borbónica y vista como un orden de igualdad, de libertad y de democracia.
- Catalanismo. La defensa de la autonomía de Cataluña, de su estatuto y de los intereses catalanes ante la política centralista del estado es el segundo principio siempre presente en el trabajo de Nel·lo. Se trata, como corresponde al ideario de izquierda republicana del periodo a un catalanismo autonomista que no se plantea la rotura con el estado.
- Democracia. La democracia como sistema político es el tercer principio que encontramos expresado una y otra vez. Hay que tener en cuenta que la segunda república llegó después de un periodo de dictadura y que la democracia como forma de decisión había sido una reivindicación muy sentida.
- Progresismo. La denuncia de las desigualdades sociales, en Cataluña y en todo el mundo es el cuarto principio que exuda la obra de Nel·lo. Una denuncia de las desigualdades que lo trae a presentar las soluciones de izquierdas como las más deseables. Pero que, cómo hemos visto, denuncia los extremismos y el enfrentamiento social violento que, a su entender, acaba beneficiando a la derecha.
- Antifascismo. Finalmente, en la obra gráfica de Nel·lo hay un profundo antifascismo. Un principio que se expresa por la denuncia de los regímenes nazis y fascistas que entonces estaban ascendiendo en varios países de Europa y en una preocupación por el futuro de los judíos. Cómo hemos visto, este sentimiento antifascista, que tiene tanto más valor porque se anticipa a los hechos, se combina también con una denuncia del imperialismo de todo signo, ya sea italiano, inglés, americano o de cualquiera otro origen.

## Compromiso político con las izquierdas y guerra civil
Francesc Nel·lo, como otros muchos dibujantes de la época, contribuyó mediante la producción de carteles a la campaña de las elecciones de 1936 a favor del Frente de Izquierdas. En esta gran oleada de cartellisme, Nel·lo realizó tres carteles, imprimidos a dos tintas: uno para pedir el voto por reconquerir la ley de contratos de cultivo favorables a los rabassaires, otro para liberar los 30 000 zurdos encarcelados, y el tercero para resaltar la figura de Lluís Companys.
Entre los dibujantes comprometidos había también Helios Gómez, artista muy influyente, que tuvo la iniciativa de formar el Sindicato de Dibujantes Profesionales (SDP), afiliado a la UGT. Nel·lo ayudó a la fundación del sindicato y, en los primeros tiempos,  fue el secretario. También diseñó y dibujó el logotipo.
A raíz del estallido de la Guerra Civil, el 18 de julio de 1936, el SDP se apoderó del palacio del marqués de Barberà, al Portal de Àngel esquina con Canuda. instalaron un taller colectivo, donde los integrantes trabajaron para producir carteles, pancartas y otros elementos de propaganda gráfica. También habilitaron un depósito ferroviario a Santo Andreu para pintar vagones de tren con eslóganes y propaganda revolucionaría. El SDP se constituyó en comité revolucionario y sus miembros ingresaron al Comité de Milicias Antifascistas. Todos los integrantes del comité tenían que estar dispuestos a tomar armas e ir al frente cuando fuera necesario.  
El 2 de septiembre de 1937, se incorporó voluntariamente como dibujante al cuerpo de cartografía. Se trataba de sustituir las milicias de la CNT-FAI establecidas al frente de Aragón por unidades regulares del Ejército Popular. Nel·lo marchó hacia Alcañiz, a la Tierra Baja, punto estratégico de las comunicaciones entre Zaragoza, Reus y Tarragona. Él pensaba que lo instalarían ante una mesa de dibujo, pero lo destinaron como cabeza de centuria en un batallón de fortificaciones. Sin instrucción previa, lo ascendieron a teniente.
Los últimos meses de la guerra los pasó con su unidad en Cabó, cerca de la Seo de Urgel. La entrada de las tropas franquistas en Barcelona, el 26 de enero de 1939, lo sorprendió a la ciudad, adonde se había desplazado para recoger la soldada de su unidad. Ante la imposibilidad de volver, entregó todo el dinero y, como tenía mujer y dos hijos, decidió quedarse en casa en lugar de marchar al exilio como la mayoría de compañeros del sindicato.
A los pocos días, los nuevos gobernantes exigieron que todos los que hubieran sido oficiales del ejército republicano se presentaran a las autoridades. Nel·lo se presentó e inmediatamente lo encarcelaron. Estuvo preso durante dieciocho meses, primero en la Modelo y después en un centro penitenciario en la calle Santa Elies. En la prisión, Nel·lo se hizo muy popular y se ganó algún dinero haciendo retratos y caricaturas de sus compañeros de cautividad. El hecho que lo encarcelaran como oficial del ejército republicano fue positivo por él, puesto que si hubiera sido culpado por sus dibujos y por su actividad política la condena, seguramente, habría sido más dura.

## Posguerra
Durante los años de la posguerra impulsado por el anonimato forzoso, no podrá volver a publicar en prensa durante las siguientes décadas. Así pues, tendrá que continuar su producción creativa en varios sectores: 

### Escenógrafo teatral
Principalmente, Francesc Nel·lo se intruducirá en el mundo de la escenografía. Realizará las primeras colaboraciones con la compañía de teatro de evasión “Los Vienesos”, y colaborará en varios montajes de teatro comercial a lo largo de las siguientes décadas. Iniciada la década de 1960, participará, junto con su hijo, el director y promotor teatral Francesc Nel·lo i Germán, en varias producciones escenográficas con el Grupo de Teatro Independiente y en los ciclos de teatro infantil organizados por Caballo Fuerte en el Teatro Romea.

### Interiorista y restaurador
Al acabar los estudios, al final de la década de 1920, había trabajado en la restauración del Palacete Albéniz y el Convento de Pedralbes de Barcelona, con el maestro decorador Jaume Llongueras. También en la misma época colaboró en los salones de la casa de la ciudad de Barcelona, junto con Llongueras y Xavier Nogués. Durante los años del franquismo recuperó esta actividad e intervino en numerosas restauraciones: en la casa Naves de Argentona, donde trabajó junto con Josep Obiols; también participó en la segunda reforma del Palacete Albéniz, junto con Evarist Móra, y en otros muchos lugares, entre ellos la Casa Castellaranau de Tarregona, con César Martinell.

### Profesor en la Escuela Massana
Fue profesor de la Escuela Massana desde 1961 hasta su jubilación, en 1978. Entró invitado por Lluís M. Güell y fue fundador de la sección de Diseño Gráfico, Interiorismo y Estampados de la Escuela. De la sección de estampados fue responsable hasta su jubilación.

### Pintor
Nel·lo, compaginó siempre con estas actividades profesionales, la producción pictórica. Pintó paisajes, naturalezas muertas, pero sobre todo se interesó por la figura. Así, dio a conocer su obra pictórica en numerosas ocasiones, en galerías y salas de arte como las Galerías Layetanas, Sala Parés, Fomento de Artes Decorativas, Galerías Argos, la Sala de Arte Canuda.

## Catálogo de obra
Carteles de Francesc Nel·lo para las elecciones de 1936:
- Ilustraciones de Francesc Nel·lo en la prensa gráfica: una selección.
- Fuente: Archivo de Revistas Catalanas Antiguas (ARCA).
- Hemeroteca digital (ARCA)

|  |  |  |  |

|  |  |  |  |